# Браун, Джудит Кора
Джудит Кора Браун (англ. Judith Cora Brown) — американский историк, специалист по Итальянскому Возрождению, эмерит Уэслианского университета. Научные интересы — история женщин, гендера и сексуальности в Европе раннего Нового времени.

## Ранние годы
Джудит Кора Браун родилась в 1946 году в городе Буэнос-Айрес, Аргентина.

## Деятельность
Джудит Браун получила степени бакалавра и магистра искусств в Калифорнийском университете в Беркли, а степень доктора философии — в Университете Джонса Хопкинса в 1977 году. В 1975-76 году работала помощником редактора журнала «The Journal of Economic History». Преподавала в Университете Мэриленда в округе Балтимор (1976—1982), Стэнфордском университете (1982—1995), Университете Райса и Уэслианском университете (до 2011 года). В Университете Райса также была деканом школы гуманитарных наук (1995—2000), а в Уэслианском университете — вице-президентом по академическим связям и провостом (2000—2006). В августе 2015 года была назначена на должность декана Колледжа искусств и гуманитарных наук Университета Минервы (англ. Minerva University) в Сан-Франциско.
С 2011 года Джудит Браун — эмерит истории Уэслианского университета.
Автор множества научных статей и нескольких книг, в том числе книги «Нескромные деяния: жизнь монахини-лесбиянки в Италии эпохи Возрождения», по которой Пол Верховен снял художественный фильм «Искушение».

## Награды и звания
Браун была членом многих научных объединений, получала различные награды, гранты и стипендии от них. В их числе — Центр перспективных исследований в области бихевиоральных наук (англ. Center for Advanced Study in the Behavioral Sciences), Центр гуманитарных наук Стэнфордского университета (англ. Stanford Humanities Center), Центр исследований Итальянского Возрождения Villa I Tatti Гарвардского университета, Мемориальный фонд Джона Саймона Гуггенхайма (англ. John Simon Guggenheim Memorial Foundation), Фонд Пью (англ. Pew Foundation), Американский совет научных обществ и другие.